# Rapmerejaureh (Kalls socken, Jämtland, 709846-137042)
Rapmerejaureh är en sjö i Åre kommun i Jämtland och ingår i Indalsälvens huvudavrinningsområde. Sjön har en area på 0,353 kvadratkilometer och ligger 808,1 meter över havet. Sjön avvattnas av vattendraget Tjåurenjukke.

## Delavrinningsområde
Rapmerejaureh ingår i det delavrinningsområde (709932-137016) som SMHI kallar för Utloppet av Rapmerejaureh H.805. Medelhöjden är 956 meter över havet och ytan är 5,24 kvadratkilometer. Räknas de 7 avrinningsområdena uppströms in blir den ackumulerade arean 13,41 kvadratkilometer. Tjåurenjukke som avvattnar avrinningsområdet har biflödesordning 3, vilket innebär att vattnet flödar genom totalt 3 vattendrag innan det når havet efter 328 kilometer. Avrinningsområdet består mestadels av kalfjäll (93 procent). Avrinningsområdet har 0,35 kvadratkilometer vattenytor vilket ger det en sjöprocent på 6,7 procent.